# Still Me Still Now
Still Me Still Now er Amy Diamonds andet album. Det udkom 24. maj 2006, udsendt af Bonnier Amigo Music Group.

## Sangliste
1. "Big Guns"
2. "Don't Cry Your Heart Out"
3. "My Name is Love"
4. "That's Life"
5. "All the Money In the World"
6. "Don't Lose Any Sleep Over You"
7. "Diamonds"
8. "Life's What You Make It"
9. "No Regrets"
10. "It Can Only Get Better"